# Die ewigen Steine
Die ewigen Steine – pierwszy album studyjny niemieckiej grupy Menhir wydany 9 czerwca 1997 roku. Zawiera osiem piosenek, w tym wszystkie cztery z pierwszego demo zespołu Barditus.

## Lista utworów
1. „Menhir” – 5:30
2. „Winter” – 5:18
3. „Die Auserwählten” – 2:58
4. „Warriors of the North” – 5:13
5. „Schwertzeit” – 4:16
6. „Barditus” – 8:06
7. „Tag der Vergeltung” – 4:20
8. „Paganlord” – 5:05

## Twórcy
- Heiko Gerull – gitara, śpiew
- Thomas "Fix" Uβfeller – gitara
- Ralf Clemen – gitara basowa
- Manuela Ebert – syntezator
- Andreas Hilbert – produkcja, inżyniera dźwięku, realizacja nagrań, miks
- Christoph Dobberstein – producent wykonawczy, realizacja nagrań
- Marian Arnold – projekt okładki
- Erik the Viking – projekt graficzny